# Denis Pankratov
Denis Vladimirovič Pankratov (rusky Денис Владимирович Панкратов, * 4. července 1974, Volgograd) je bývalý ruský plavec. Do povědomí vstoupil zejména jako dvojnásobný olympijský vítěz z her v Atlantě 1996.

## Život a sportovní kariéra
Narodil se a trénoval ve Volgogradu, kde byl jeho kolegou v týmu ruský trojnásobný olympijský vítěz Jevgenij Sadovyj. Specializoval se na styl motýlek. Při svém prvním olympijském vystoupení skončil na hrách v roce 1992 na 6. místě na 200 m motýlek, o rok později na mistrovství Evropy již na této trati zvítězil a následně na ní dominoval čtyři roky. V letech 1995 a 1996 byl dokonce vyhlášen nejlepším světovým plavcem. Na letních olympijských hrách v roce 1996 zvítězil na 200 i 100 metrů motýlek a s ruskou štafetou obsadil druhé místo v polohovém závodu na 4 × 100 m. Při vítězství na stometrové trati plaval prvních 25 metrů a také 15 metrů po obrátce pod vodou, což později vedlo Mezinárodní plaveckou federaci ke změně pravidel a stanovení limitu 15 metrů, které mohou motýlkáři pod vodou nejvíce uplavat.
V roce 2000 se na olympijských hrách pokoušel úspěch z Atlanty zopakovat, maximem pro něj ale bylo 7. místo na delší motýlkářské trati.
Aktivní kariéru ukončil v roce 2002. Celkem vytvořil sedm světových rekordů, tři v dlouhém a čtyři v krátkém bazénu.

## Ocenění
- nejlepší světový plavec roku 1995, 1996
- člen Mezinárodní plavecké síně slávy od roku 2004

## Osobní rekordy
- 50 m motýlek - 24,58 (1995, Vídeň)
- 100 m motýlek - 52,27 (1996,Atlanta)
- 200 m motýlek - 1:55,22 (1995, Canet-en-Roussillon)